# Passel
Passel est une commune française située dans le département de l'Oise en région Hauts-de-France. Elle est traversée par la Divette.

## Géographie

### Description

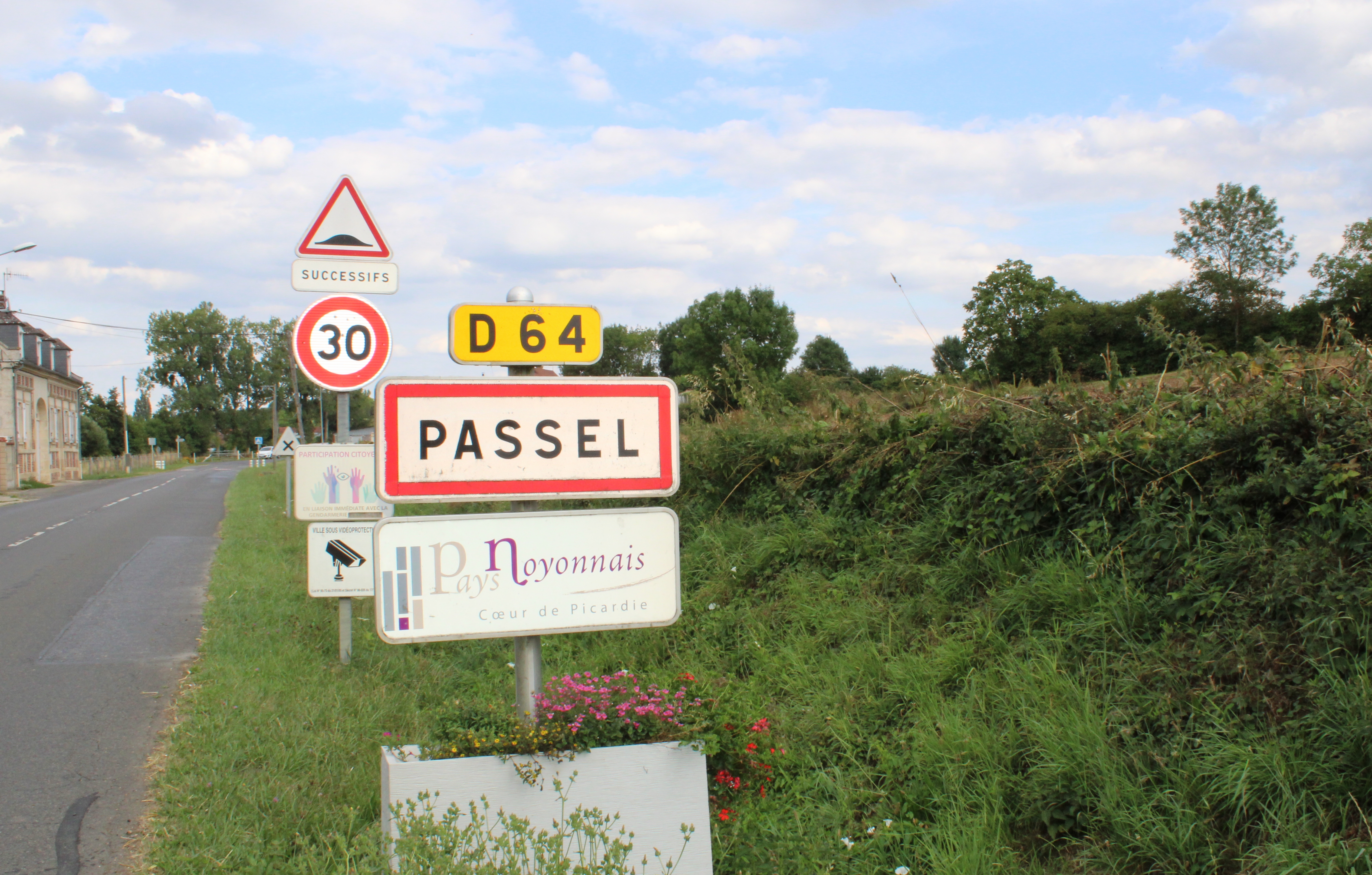
Entrée du village.

Située à 4 km au sud de Noyon sur l'axe Noyon - Compiègne de la départementale 1032.

### Hydrographie

#### Réseau hydrographique
La commune est située dans le bassin Seine-Normandie. Elle est drainée par le canal latéral à l'Oise, l'Oise, la Divette, le ru Soyer, l'Oise divers bras de la Divette et un autre petit cours d'eau,.
Le canal latéral à l'Oise est un canal de gabarit Freycinet qui dessert l'Est de la Picardie. D'une longueur de 35 km, il connecte le canal de Saint-Quentin (depuis Chauny) à l'Oise canalisée à hauteur de JanvilleChauny) à l'Oise canalisée à hauteur de Janville, après avoir traversé 22 communes.
L'Oise prend sa source en Belgique, à 309 mètres d'altitude, dans l'ancienne commune de Forges et se jette dans la Seine à 20 mètres d'altitude, au Pointil en rive droite et en aval du centre de Conflans-Sainte-Honorine dans le département des Yvelines. D'une longueur 341 kilomètres, elle est presque entièrement navigable et bordée de canaux sur 104 kilomètres. Les caractéristiques hydrologiques de l'Oise sont données par la station hydrologique située sur la commune de Sempigny. Le débit moyen mensuel est de 33,8 m3/s. Le débit moyen journalier maximum est de 279 m3/s, atteint lors de la crue du 24 décembre 1993. Le débit instantané maximal est quant à lui de 287 m3/s, atteint le même jour.

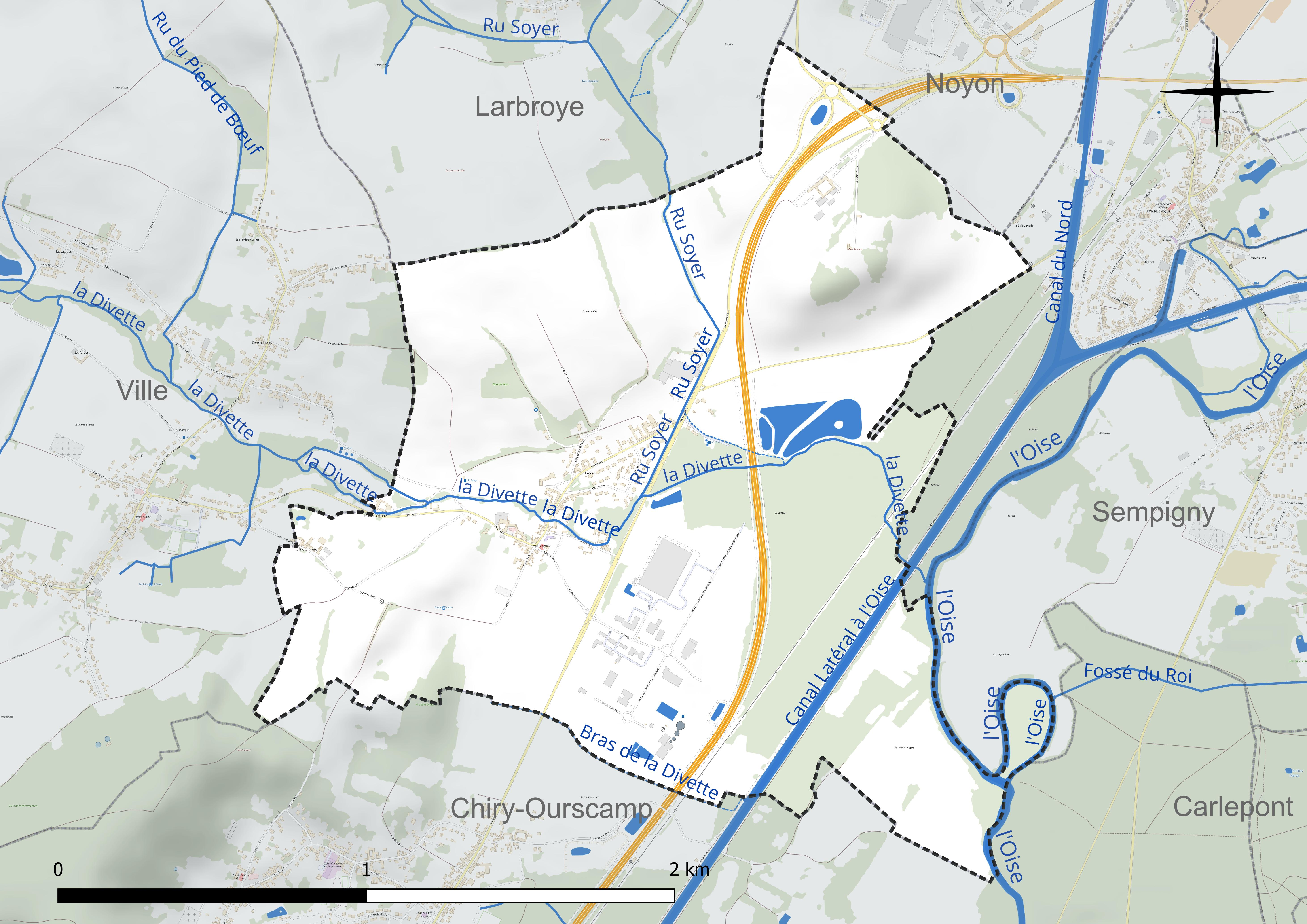
Réseau hydrographique de Passel.

La Divette, d'une longueur de 15 km, prend sa source dans la commune de Plessis-de-Roye et se jette dans l'Oise à Pont-l'Évêque, après avoir traversé dix communes. Les caractéristiques hydrologiques de la Divette sont données par la station hydrologique située sur la commune. Le débit moyen mensuel est de 0,334 m3/s. Le débit moyen journalier maximum est de 5,1 m3/s, atteint lors de la crue du 7 juillet 2001. Le débit instantané maximal est quant à lui de 7,08 m3/s, atteint le même jour.

#### Gestion et qualité des eaux
Le territoire communal est couvert par le schéma d'aménagement et de gestion des eaux (SAGE) « Sensée ». Ce document de planification concerne un territoire de 1 013 km2 de superficie, délimité par le bassin versant de l'Oise moyenne. Le périmètre a été arrêté le 24 avril 2017 et le SAGE est, en 2024, encore en élaboration. La structure porteuse de l'élaboration et de la mise en œuvre est le syndicat mixte du SAGE Oise-Moyenne (SMOM).
La qualité des cours d'eau peut être consultée sur un site dédié géré par les agences de l'eau et l'Agence française pour la biodiversité.

### Climat
Pour des articles plus généraux, voir Climat des Hauts-de-France et Climat de l'Oise.
En 2010, le climat de la commune est de type climat océanique dégradé des plaines du Centre et du Nord, selon une étude du CNRS s'appuyant sur une série de données couvrant la période 1971-2000. En 2020, Météo-France publie une typologie des climats de la France métropolitaine dans laquelle la commune est dans une zone de transition entre le climat océanique et le climat océanique altéré et est dans la région climatique Nord-est du bassin Parisien, caractérisée par un ensoleillement médiocre, une pluviométrie moyenne régulièrement répartie au cours de l'année et un hiver froid (3 °C).
Pour la période 1971-2000, la température annuelle moyenne est de 10,7 °C, avec une amplitude thermique annuelle de 14,7 °C. Le cumul annuel moyen de précipitations est de 685 mm, avec 11,4 jours de précipitations en janvier et 8,7 jours en juillet. Pour la période 1991-2020, la température moyenne annuelle observée sur la station météorologique la plus proche, située sur la commune de Margny-lès-Compiègne à 18 km à vol d'oiseau, est de 11,2 °C et le cumul annuel moyen de précipitations est de 633,5 mm,. Pour l'avenir, les paramètres climatiques de la commune estimés pour 2050 selon différents scénarios d'émission de gaz à effet de serre sont consultables sur un site dédié publié par Météo-France en novembre 2022.

## Urbanisme

### Typologie
Au 1er janvier 2024, Passel est catégorisée commune rurale à habitat dispersé, selon la nouvelle grille communale de densité à sept niveaux définie par l'Insee en 2022.
Elle est située hors unité urbaine. Par ailleurs la commune fait partie de l'aire d'attraction de Noyon, dont elle est une commune de la couronne,. Cette aire, qui regroupe 38 communes, est catégorisée dans les aires de moins de 50 000 habitants,.

### Occupation des sols
L'occupation des sols de la commune, telle qu'elle ressort de la base de données européenne d'occupation biophysique des sols Corine Land Cover (CLC), est marquée par l'importance des territoires agricoles (60,8 % en 2018), en diminution par rapport à 1990 (74,8 %). La répartition détaillée en 2018 est la suivante :
terres arables (39,2 %), prairies (19,3 %), zones urbanisées (16,5 %), forêts (16,5 %), zones industrielles ou commerciales et réseaux de communication (6,2 %), zones agricoles hétérogènes (2,3 %). L'évolution de l'occupation des sols de la commune et de ses infrastructures peut être observée sur les différentes représentations cartographiques du territoire : la carte de Cassini (XVIIIe siècle), la carte d'état-major (1820-1866) et les cartes ou photos aériennes de l'IGN pour la période actuelle (1950 à aujourd'hui).

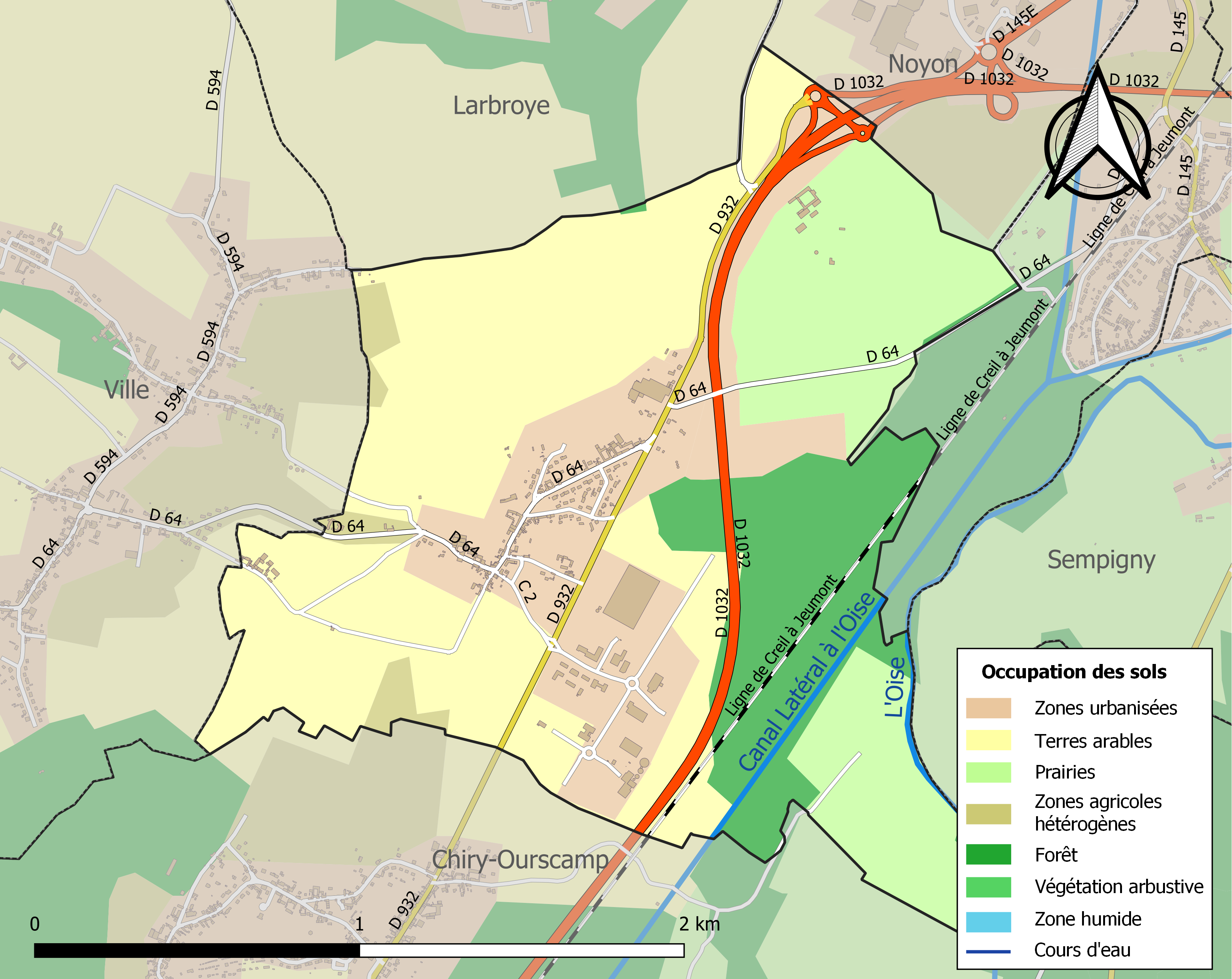
Carte des infrastructures et de l'occupation des sols de la commune en 2018 (CLC).

### Voies de communication et transports
La commune est desservie, en 2023, par les lignes 668, 681 et 6321 du réseau interurbain de l'Oise.

## Toponymie
Le nom de la localité est attesté sous les formes Drogo de Passel (1160) ; Passel (vers 1167) ; ad Divam de Passel (vers 1170) ; in decima de passel (1191) ; juxta molendinum de Passel (1260) ; Passellum (1275) ; sen molin de Passel (1308) ; Passelle (XIVe) ; Passel lez Noyon (1447).
De l'oïl pas « gué » avec le suffixe diminutif -el : « petit gué »,.

## Politique et administration
| Période                                  | Période                       | Identité        | Étiquette | Qualité                                                                                           |
| ---------------------------------------- | ----------------------------- | --------------- | --------- | ------------------------------------------------------------------------------------------------- |
| Les données manquantes sont à compléter. |                               |                 |           |                                                                                                   |
| mars 2001                                | mars 2008                     | Robert Normand  | DVD       |                                                                                                   |
| mars 2008                                | En cours (au 10 juillet 2020) | Olivier Grioche |           | Technicien Vice-président de la CC du Pays Noyonnais (2014 → 2020) Réélu pour le mandat 2020-2026 |

## Population et société

### Démographie

#### Évolution démographique
L'évolution du nombre d'habitants est connue à travers les recensements de la population effectués dans la commune depuis 1793. Pour les communes de moins de 10 000 habitants, une enquête de recensement portant sur toute la population est réalisée tous les cinq ans, les populations de référence des années intermédiaires étant quant à elles estimées par interpolation ou extrapolation. Pour la commune, le premier recensement exhaustif entrant dans le cadre du nouveau dispositif a été réalisé en 2004.

En 2022, la commune comptait 271 habitants, en évolution de −5,57 % par rapport à 2016 (Oise : +0,87 %, France hors Mayotte : +2,11 %).
| 1793 | 1800 | 1806 | 1821 | 1831 | 1836 | 1841 | 1846 | 1851 |
| ---- | ---- | ---- | ---- | ---- | ---- | ---- | ---- | ---- |
| 245  | 228  | 236  | 251  | 250  | 231  | 224  | 230  | 210  |

| 1856 | 1861 | 1866 | 1872 | 1876 | 1881 | 1886 | 1891 | 1896 |
| ---- | ---- | ---- | ---- | ---- | ---- | ---- | ---- | ---- |
| 196  | 215  | 197  | 184  | 184  | 160  | 180  | 194  | 182  |

| 1901 | 1906 | 1911 | 1921 | 1926 | 1931 | 1936 | 1946 | 1954 |
| ---- | ---- | ---- | ---- | ---- | ---- | ---- | ---- | ---- |
| 200  | 180  | 189  | 163  | 211  | 218  | 217  | 219  | 209  |

| 1962 | 1968 | 1975 | 1982 | 1990 | 1999 | 2004 | 2006 | 2009 |
| ---- | ---- | ---- | ---- | ---- | ---- | ---- | ---- | ---- |
| 212  | 191  | 211  | 267  | 286  | 299  | 318  | 324  | 299  |

| 2014 | 2019 | 2022 | - | - | - | - | - | - |
| ---- | ---- | ---- | - | - | - | - | - | - |
| 283  | 273  | 271  | - | - | - | - | - | - |

#### Pyramide des âges
La population de la commune est relativement âgée.
En 2018, le taux de personnes d'un âge inférieur à 30 ans s'élève à 29,0 %, soit en dessous de la moyenne départementale (37,3 %). À l'inverse, le taux de personnes d'âge supérieur à 60 ans est de 34,4 % la même année, alors qu'il est de 22,8 % au niveau départemental.
En 2018, la commune comptait 133 hommes pour 145 femmes, soit un taux de 52,16 % de femmes, légèrement supérieur au taux départemental (51,11 %).
Les pyramides des âges de la commune et du département s'établissent comme suit.
| Hommes | Classe d’âge | Femmes |
| ------ | ------------ | ------ |
| 0,8    | 90 ou +      | 2,8    |
| 6,1    | 75-89 ans    | 7,0    |
| 29,0   | 60-74 ans    | 23,2   |
| 15,3   | 45-59 ans    | 21,1   |
| 19,8   | 30-44 ans    | 16,9   |
| 13,0   | 15-29 ans    | 14,1   |
| 16,0   | 0-14 ans     | 14,8   |

| Hommes | Classe d’âge | Femmes |
| ------ | ------------ | ------ |
| 0,5    | 90 ou +      | 1,4    |
| 5,5    | 75-89 ans    | 7,6    |
| 15,6   | 60-74 ans    | 16,3   |
| 20,8   | 45-59 ans    | 20     |
| 19,4   | 30-44 ans    | 19,4   |
| 17,6   | 15-29 ans    | 16,2   |
| 20,6   | 0-14 ans     | 19,1   |

## Culture locale et patrimoine

### Lieux et monuments
- Église Saint-Martin (XXe siècle)
- Château du Mont-Renaud (ancienne chartreuse de Mont-Saint-Louis)
- Mont Renaud

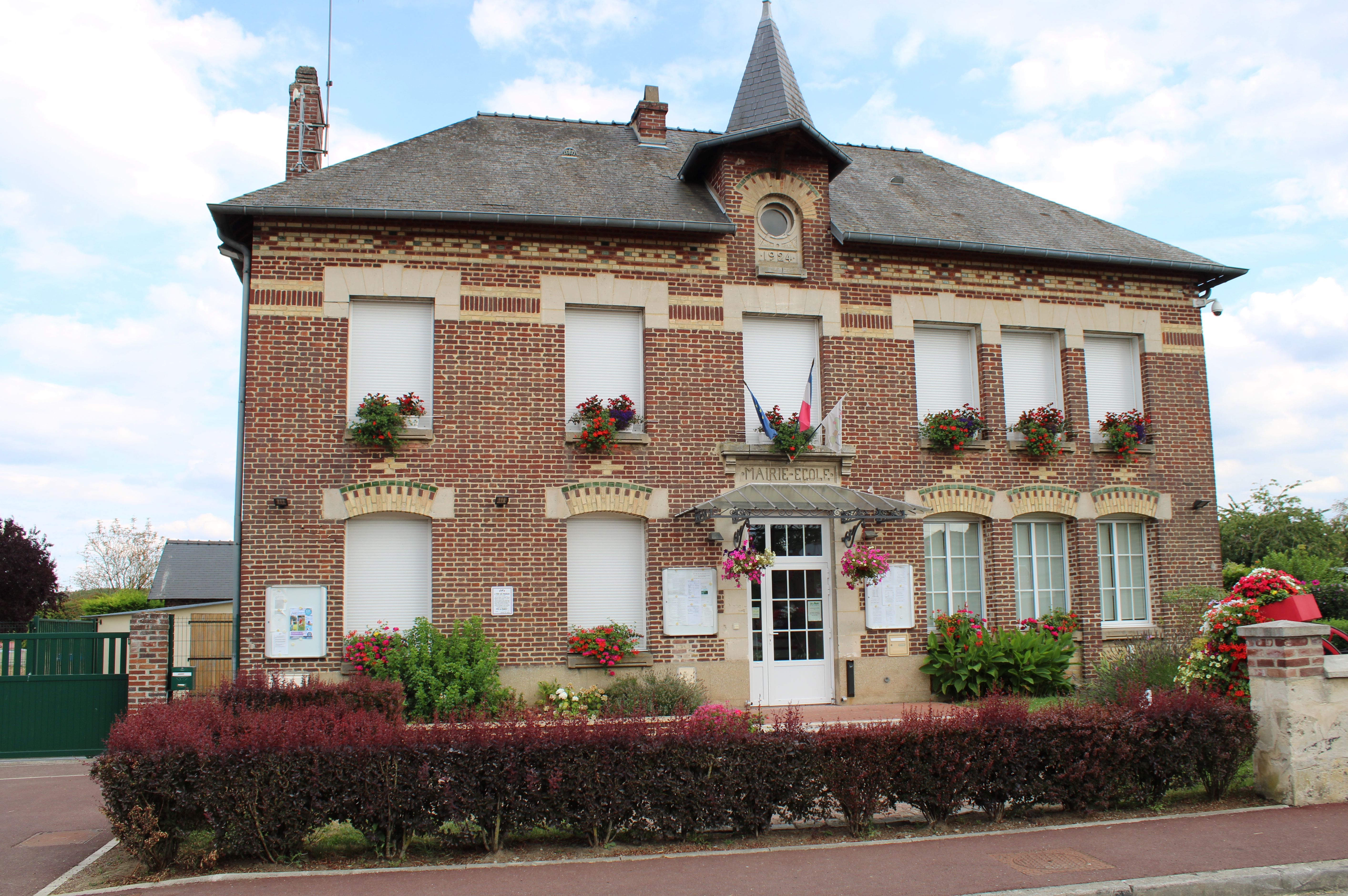
La mairie.
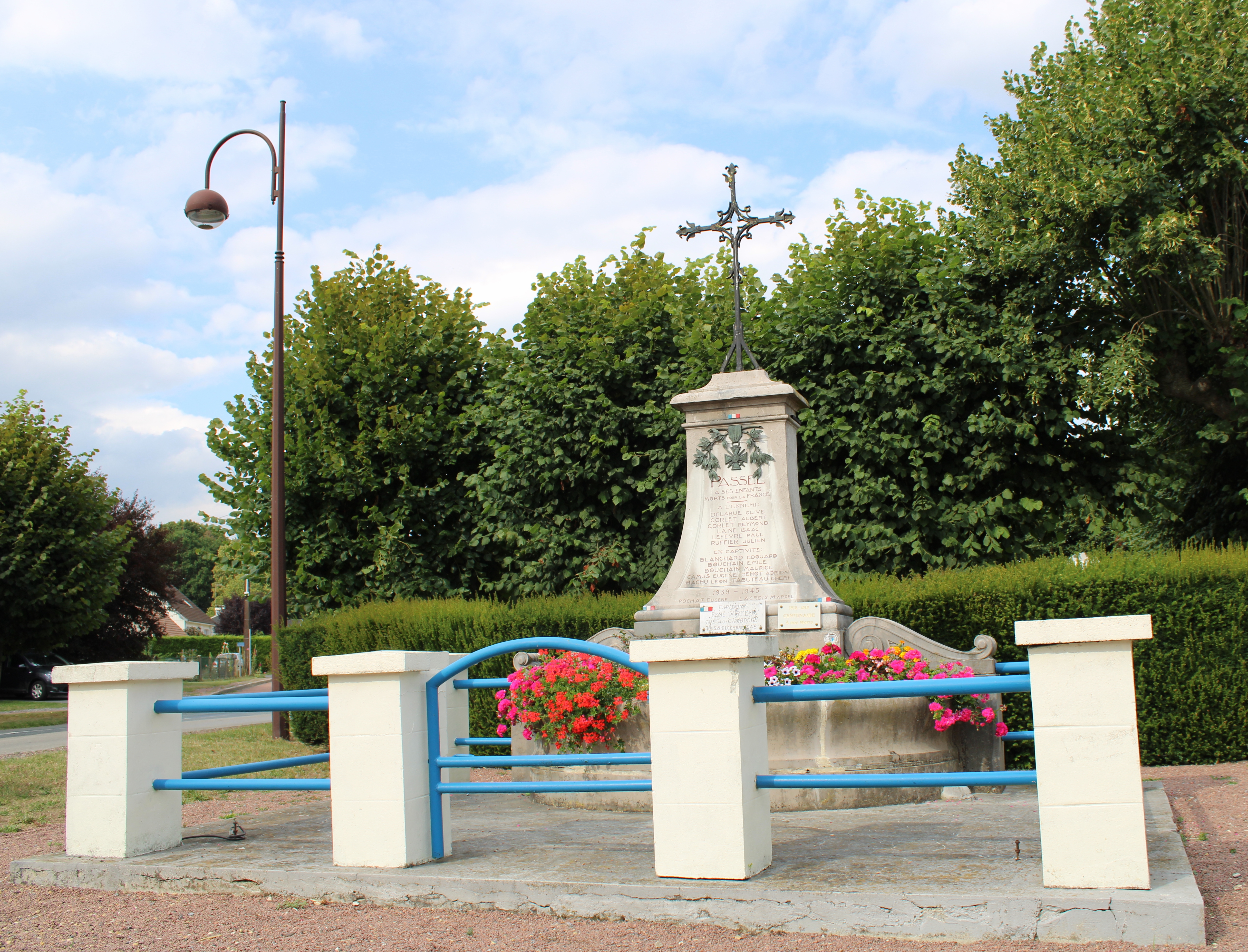
Le monument aux morts.
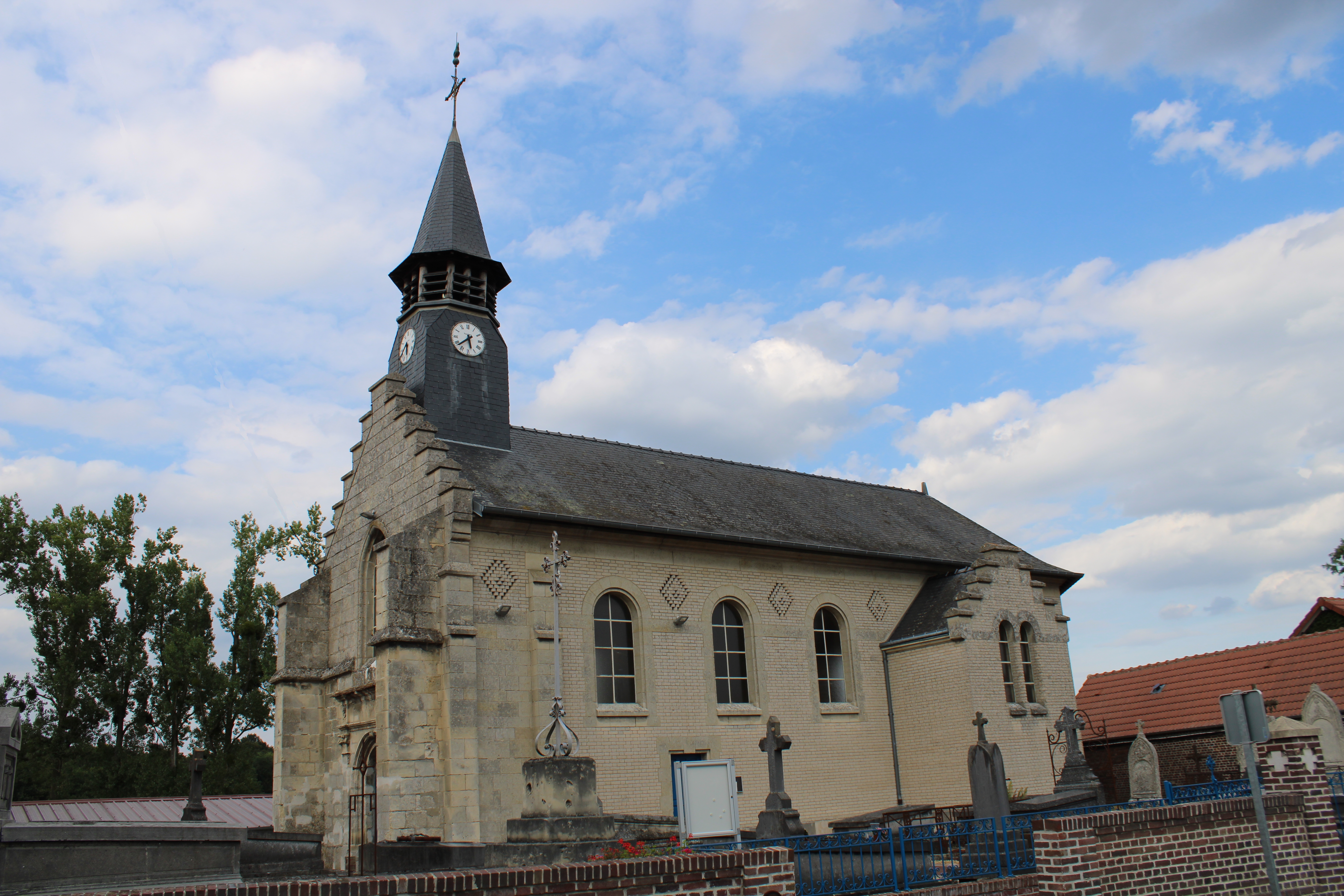
L'église.